# Pseudalbara
Pseudalbara és un gènere de papallones nocturnes de la subfamília Drepaninae.

## Taxonomia
- Pseudalbara parvula (Leech, 1890)
- Pseudalbara fuscifascia Watson, 1968